# Epicnaphus longispora
Epicnaphus longispora är en svampart som beskrevs av Raithelh. 1973. Epicnaphus longispora ingår i släktet Epicnaphus och familjen Marasmiaceae.   Inga underarter finns listade i Catalogue of Life.